# Glacera de l'A Neuve
La glacera de l'A Neuve és una glacera suïssa dels Alps del Mont Blanc.

## Característiques
La glacera es troba lateralment respecte de la vall Ferret.
És envoltada principalment per les següents muntanyes: Mont Dolent, Tour Noir, Aiguille de l'A Neuve, Grande Lui i Grand Darray.
De la glacera prenen forma els torrents Reuse de l'A Neuve i Reuse de l'Amône, tributaris de la Drance de Ferret.
A vora de la glacera hi ha la Cabana de l'A Neuve (2.735 m).